# Cork Kent
Cork Kent – stacja kolejowa w Corku, w prowincji Munster, w hrabstwie Cork. Otwarta w 1893 działa jako centrum obsługi pociągów Intercity do Dublina, a także kolei podmiejskich do Mallow, Cobh i Midleton.
Stacja pierwotnie nazwana była Glanmire Road Station, ale nazwa została przemianowana na cześć Thomasa Kenta w 1966 r. z okazji 50. rocznicy Powstania wielkanocnego.